# 中道 (神戸市)
中道（なかみち）は、兵庫県神戸市垂水区にある町名。一丁目から六丁目がある。郵便番号は655-0896。

## 地理
垂水区の南部に位置する。福田川左岸の南北に細長い住宅地域である。JR神戸線と山陽電気鉄道本線がすぐ南を通る。東は山手、南は平磯、西は坂上、北は福田川を挟んで瑞穂通、馬場通に接する。住居表示が実施されている。

## 歴史
1930年（昭和5年）4月から1933年（昭和8年）1月にかけて、東垂水区第二耕地整理組合によって福田川左岸の東垂水町字川中、字川原、字大坪、字中道、字坂上、字山脇、字這上リの各地域が耕地整理された。その総面積は6万1千坪であり、1万1千7百坪の道路が新たに整備された。東垂水町であったころ、それらの地域は西から東へ川中通、川原通、坂上通、中道通、山手通と称された。この耕地整理時に建てられた石柱が現在でも三丁目に残っており、「中道通三丁目」というような「通」の付いた名前が刻まれている。1970年（昭和45年）6月に、住居表示実施と共に東垂水町字中道と字大坪の一部より成立した。

### 地名の由来
東垂水町の小字「中道」に由来する。段丘崖に沿っている東隣の山手と、福田川に沿っている西の川原 (神戸市)に挟まれた中間の地域であるところに由来があるという。

### 町名の変遷
| 実施後     | 実施年月日            | 実施前                         |
| ---------- | --------------------- | ------------------------------ |
| 中道一丁目 | 1970年（昭和45年）6月 | 東垂水町字中道、字大坪（一部） |
| 中道二丁目 | 1970年（昭和45年）6月 | 東垂水町字中道、字大坪（一部） |
| 中道三丁目 | 1970年（昭和45年）6月 | 東垂水町字中道、字大坪（一部） |
| 中道四丁目 | 1970年（昭和45年）6月 | 東垂水町字中道、字大坪（一部） |
| 中道五丁目 | 1970年（昭和45年）6月 | 東垂水町字中道、字大坪（一部） |
| 中道六丁目 | 1970年（昭和45年）6月 | 東垂水町字中道、字大坪（一部） |

## 世帯数と人口
2021年（令和3年）12月31日現在の世帯数と人口は以下の通りである。
| 町丁       | 世帯数  | 人口    |
| ---------- | ------- | ------- |
| 中道一丁目 | 69世帯  | 86人    |
| 中道二丁目 | 103世帯 | 168人   |
| 中道三丁目 | 79世帯  | 156人   |
| 中道四丁目 | 64世帯  | 152人   |
| 中道五丁目 | 108世帯 | 207人   |
| 中道六丁目 | 110世帯 | 232人   |
| 計         | 533世帯 | 1,001人 |

## 小・中学校の学区
市立小・中学校に通う場合、学区は以下の通りとなる。
| 丁目   | 番       | 小学校             | 中学校             |
| ------ | -------- | ------------------ | ------------------ |
| 一丁目 | 全域     | 神戸市立垂水小学校 | 神戸市立垂水中学校 |
| 二丁目 | 1番      | 神戸市立垂水小学校 | 神戸市立垂水中学校 |
| 二丁目 | 2番、3番 | 神戸市立高丸小学校 | 神戸市立垂水中学校 |
| 三丁目 | 全域     | 神戸市立高丸小学校 | 神戸市立垂水中学校 |
| 四丁目 | 全域     | 神戸市立高丸小学校 | 神戸市立垂水中学校 |
| 五丁目 | 全域     | 神戸市立高丸小学校 | 神戸市立垂水中学校 |
| 六丁目 | 全域     | 神戸市立高丸小学校 | 神戸市立垂水中学校 |